# Povijest rukometa u Hrvatskoj
Riječ rukomet prvi je upotrebio Franjo Bučar, opisujući njemačku igru schleuderball u časopisu Sokol 1904. godine. Od prvih organiziranih oblika djelovanja 1930. godine, pa do 1950. u Hrvatskoj se isključivo igrao tzv. “veliki rukomet”, na nogometnom igralištu s jedanaestero igrača sa svake strane, odnosno hazena. Grad Osijek kolijevka je hrvatskog rukometa (hazene), koji je početkom 20. stoljeća bio najomiljeniji ženski sport u Češkoj. Osječka židovska mladež donijela je u ŽŠK Makabi pravila te nove igre te je tako hazena prenesena u Hrvatsku. Poslije Osijeka, osnivaju se klubovi hazene u Vukovaru, Vinkovcima, Slatini i ostalim gradovima. Prva hazena utakmica odigrana je upravo u Osijeku, 10. kolovoza 1920. godine između članica osječkog ŽŠK Makabi i istoimenog vukovarskog kluba.
Pojavom tzv. “malog rukometa” 1950. godine, “veliki rukomet” prestao se igrati 1958. godine. Jedini preostali rukomet, više nije bilo potrebe nazivati “mali”, nego jednostavno – rukomet.
Prvu rukometnu utakmicu odigrali su 29. svibnja 1930. nakon jednogodišnjeg vježbanja, učenici Državne realne gimnazije u Varaždinu pod vodstvom nastavnika tjelesnog odgoja Zvonimira Suligoja. U Zagrebu rukomet igraju učenici I. državne muške realne gimnazije u Klaićevoj ulici na poticaj nastavnika tjelesnog odgoja Vladimira Jankovića. Hrvatska ženska hazenaška reprezentacija je na 3. igrama osvojile srebrno odličje. To je odličje bilo prvo odličje na nekom svjetskom prvenstvu koju su osvojile Hrvatice. Prilikom otvaranja Srednjoškolskog igrališta u Zagrebu, 1. lipnja 1935. godine, rukometnu utakmicu odigrale su srednjoškolske reprezentacije Zagreba i Ljubljane (8:3). 
Prvo rukometno prvenstvo zagrebačkih srednjih škola odigrano je u šk. godini 1935./36. Prva međunarodna rukometna utakmica odigrana je 19. lipnja 1939. u Zagrebu između studentskih reprezentacija Zagreba i Graza (2:11). Iste godine osnovane su rukometne sekcije pri tadašnjim zagrebačkim športskih društvima: Građanskom, Hrvatskom športskom klubu Ličaninu – poslije HŠK Martinovci, Gradskoj elektičnoj centrali Šparti, HŠK Meteoru, HŠK Concordiji, ŠK Željezničaru – poslije HŠK Trnju i SK Marathonu.
Osnovali su ih završetkom srednjoškolskog obrazovanja, tadašnji studenti i tako su nastale rukometne sekcije klubova: Građanski (Jerko Šimić i Dragutin Peheim), Martinovka (braća Arapovići), Šparta (Klement Heger, Krešimir Pavlin i Josip Ljubičić), Meteor (Marijan Flander, Stjepan Širić, Mario Govekar, Ivan Vunarić), Concordia (Nenad Heruc, Zvonimir Tarbuk, Stjepan Pavičić), Trnje (Zvonimir Marunčić, Aleksandar Špes i Romeo Frntić). 
U proljeće 1940. formiran je Rukometni radni odbor, koji je organizirao rukometno prvenstvo Zagreba na kojemu je pobijedio HŠK Meteor.
U listopadu 1941. utemeljen je Hrvatski rukometni savez, koji je koordinirao radom desetak klubova i sve do 1944. organizirao državna prvenstva. Natjecali su se Meteor, Concordia, Građanski, Grafičar, Šparta, Martinovka, Zvonimir i momčad njemačkih zrakoplovaca. Najuspješniji sastavi bili su Meteor i Concordia. 1942. godine izašla je prva stručna knjiga o rukometu Rukomet. Zagrebački list Šport proglasio je rukometaša Concordije Irislava Dolenca najboljim rukometašem 1944. godine. Prvu utakmicu hrvatska rukometna reprezentacija odigrala je 14. lipnja 1942. s Mađarskom u Budimpešti (0:9). Nakon II. svj. rata rukometne sekcije počele su djelovati u zagrebačkim fiskulturnim društvima: Mladost, Metalac, Akademičar, Grafičar, Slavija, Milicionar i Lokomotiva. U sklopu I. fiskulturnog sleta Hrvatske, u Zagrebu je 1945. odigrano prvo rukometno prvenstvo Hrvatske. U prosincu 1946. pri Fiskulturnom savezu Hrvatske (FISAH) osnovan je Odbor za rukomet. Skupština na kojoj je obnovljen rad Hrvatskog rukometnog saveza održana je 19. prosinca 1948. u Zagrebu. On je sve do 1992. godine nazivan – Rukometni savez Hrvatske. 
Prva ženska rukometna sekcija utemeljena je pri fiskulturnom aktivu II. klasične gimnazije u Zagrebu, a prvu rukometnu utakmicu žene su odigrale 1948. Susrele su se ekipa II. klasične gimnazije i VI. ženske gimnazije. U Splitu je 1949. odigrano prvo žensko rukometno prvenstvo Hrvatske. Prvi međudržavni susret muških rukometnih reprezentacija odigran je 19. lipnja 1950. u Zagrebu između Jugoslavije i Belgije (18:3). Prva utakmica u "malom rukometu" odigrana je 24. veljače 1950. između ekipa Metalca i Maksimira u dvorani Velesajma na Savskoj cesti u Zagrebu. 
Prve utakmice ženskih ekipa u "malom rukometu" odigrane su u kolovozu 1951. u Novoj Gradiški. Posljednje natjecanje u saveznoj ligi u "velikom rukometu" za muške odigrano je u sezoni 1957./58. uz sudjelovanje sedam ekipa, a za žene 1956. sa svega tri ekipe. Državna prvenstva u malom rukometu za muškarce i žene igra se od 1953. godine. 
Najviše uspjeha u ligaškom natjecanju kod muških imali su: Partizan Bjelovar, Zagreb, Prvomajska Zagreb i Medveščak Zagreb, a kod žena Lokomotiva Zagreb i Podravka Koprivnica. Natjecanja za rukometni kup igraju se od 1955. godine. Kup europskih prvaka Partizan Bjelovar osvojio je 1972., a RK Zagreb 1992. i 1993. Podravka je bila pobjednik Lige prvakinja 1996. Kup pobjednica kupova osvojile su ŽRK Osijek (1982. i 1983.) i RK Dalma Split 1984. godine. Pobjednice Kupa IHF bile su ekipe Trešnjevke (1982.) i Lokomotive (1991.). 
Hrvatski rukometni savez član je Međunarodne rukometne federacije od 10. travnja 1992., a Europske rukometne federacije od 23. srpnja 1992.
Prva međudržavna utakmica Hrvatske ženske rukometne reprezentacije bila je utakmica između Hrvatske i Slovenije 1992. godine. Izbornik hrvatske reprezentacije bio je Vatromir Srhoj.
Od 2017. organizira se Dugave Kup u Zagrebu, prvi kvartovski rukometni turnir u Hrvatskoj, a i šire.

## Poznati igrači
- Ivano Balić (najbolji rukometaš svih vremena po izboru IHF)
- Patrik Ćavar
- Domagoj Duvnjak
- Mirza Džomba
- Renato Sulić
- Slavko Goluža
- Hrvoje Horvat
- Alvaro Načinović
- Božidar Jović
- Nikša Kaleb
- Nenad Kljaić
- Blaženko Lacković
- Venio Losert
- Valter Matošević
- Petar Metličić
- Goran Perkovac
- Iztok Puc
- Zlatko Saračević
- Irfan Smajlagić
- Vladimir Smiljanić-Babura
- Vlado Šola
- Ratko Tomljanović
- Albin Vidović
- Igor Vori
- Mirko Alilović
- Ivan Stevanović